# Lucas Parodi
Lucas Parodi (Nacido el 30 de noviembre de 1990 en Villa Allende, Córdoba, Argentina) es un futbolista profesional. Juega de mediocampista central en Belgrano de la Segunda División de Argentina.

## Trayectoria

### Belgrano
Transitó en las inferiores del club desde los siete años. Su debut en la primera fue el 4 de febrero de 2011 ante San Martín de San Juan en el Nacional B y su primer gol el 26 de marzo del mismo año ante Deportivo Merlo de cabeza. En tanto que el 24 de febrero de 2012 marca su primer gol en la Primera División ante Unión de Santa Fe tras un potente zurdazo desde afuera del área.

### Cobresal
Arriba en enero de 2013, en condición de préstamo por dieciocho meses sin opción de compra. En el equipo Minero jugaba de titular y era uno de los puntos más altos del equipo.

### Regreso a Belgrano
En junio de 2014 regresa a Belgrano y en su primer partido tras la vuelta, le hace un gol a Talleres en un Clásico Cordobés amistoso. Luego en torneos oficiales, juega dos partidos por copa sudamericana, una por copa argentina y 29 en la primera división (le convierte a Defensa y Justicia un gol de cabeza).

### Temperley
En julio de 2016 es cedido a Temperley para ser una opción en el medio y apenas jugó cuatro partidos.
--- penarol ---
Juega actual mente en peñarol de arguello como la figura del club llevando en 8 fechas 6 goles y 8 acistencias

## Características
Es el típico volante central con buen trato de balón. Tiene una gran visión a la hora de entregar la pelota manejando muy bien los dos perfiles. Puede jugar en el medio como doble cinco o enlace. Por su estatura es un jugador a considerar en las pelotas paradas.

## Clubes
- Datos actualizados el 24 de enero de 2017[7]

| Club                  |                 | País            | Temporadas      | PJ | Anotado |
| --------------------- | --------------- | --------------- | --------------- | -- | ------- |
| Belgrano              |                 | Argentina       | 2011 - 2012     | 30 | 2       |
| Cobresal              |                 | Chile           | 2013 - 2014     | 28 | 3       |
| Belgrano              |                 | Argentina       | 2014 - 2016     | 32 | 1       |
| Temperley             |                 | Argentina       | 2016 - 2017     | 4  | 0       |
| Racing de Córdoba     |                 | Argentina       | 2018 -          | 0  | 0       |
| Club Deportivo Rivera |                 | Argentina       | 2024            | 5  | 1       |
| Total en Clubes       | Total en Clubes | Total en Clubes | Total en Clubes | 94 | 6       |

## Palmarés
| Logro                    | Club     | Temporada |
| ------------------------ | -------- | --------- |
| Ascenso Primera División | Belgrano | 2010/11   |